# لوسيا أزولينا
لوسيا أزولينا (من مواليد 25 أغسطس 1982) سياسية ومعلمة من إيطاليا. كانت وزيرة التعليم العام خلال مجلس وزراء كونتي الثاني.

## السيرة الشخصية
التحقت لوسيا أزولينا بمدرسة «ليوناردو دافنشي» الثانوية في فلوريدا، ثم تخرجت في تاريخ الفلسفة في جامعة كاتانيا. ثم التحقت بمدرسة التخصص في التعليم الثانوي للتأهيل لتدريس التاريخ والفلسفة.
بعد اجتياز اختبار مدرسة التخصص في التعليم الثانوي النهائي بدأت التدريس في المدارس الثانوية في لا سبيتسيا وسارزانا. حصلت على تخصص في دعم التدريس من جامعة بيزا. ثم التحقت بعد ذلك بكلية الحقوق بجامعة بافيا، حيث تخرجت في ديسمبر 2013 بأطروحة في القانون الإداري، حيث قامت بالتدريس في المدارس في وقت واحد. في يناير 2014 أصبحت معلمة ثابتة في كينتينو سيلا في بييلا. بعد تخرجها في القانون مارست الطب الشرعي في التعامل مع القانون المدرسي.
لعدة سنوات كانت نشطة في الرابطة الوطنية للمعلمين والمدربين أولاً في بيدمونت، ثم عملت في لومباردي. بعد استقالتها من النقابة عادت للتدريس في عام 2017 في كينتينو سيلا في بييلا لتنضم إلى طاقم إدارة المدرسة.
في الانتخابات العامة لعام 2018 كانت مرشحة لمجلس النواب بدائرة «بيدمونت 2» ضمن صفوف حركة الخمس نجوم. في البداية لم يتم انتخابها ومع ذلك في 20 مارس 2018 قامت محكمة النقض بعد استنفاد مرشحي إم 5 في كامبانيا والتي كانت أقل من المقاعد المخصصة بتعيين المقعد الشاغر في دائرة «كامبانيا 1» إلى لوسيا أزولينا، التي أصبح آنذاك نائباً للهيئة التشريعية الثامنة عشرة.
في 13 سبتمبر 2019 تم تعيينها وكيلة وزارة التعليم والجامعة والبحث في حكومة كونتي الثانية. في 28 ديسمبر 2019 بعد استقالة الوزير لورنزو فيورامونتي أعلنت رئيس الوزراء جوزيبي كونتي تعيينها كوزيرة للتعليم العام. في 10 يناير 2020 أدت اليمين وتولت منصبها رسميًا.